# Jean-Michel Jarre
Jean-Michel André Jarre (čti: Žán-Mišél Žár, * 24. srpna, 1948 v Lyonu, Francie) je francouzský skladatel elektronické hudby. Je synem Maurice Jarre, skladatele filmové hudby. Jarre je považován za jednoho z průkopníků stylu New Age s důrazem na elektronickou charakteristiku skladeb, kde hrají roli především klávesové nástroje. Specializuje se též na okázalé inscenace velkolepých venkovních koncertů své hudby, plných laserových efektů a ohňostrojů, spojujících hudbu s architektonickým prostředím.

## Hudební kariéra

### Hudební kariéra do roku 1990
Studium hry na klavír zahájil ve věku pěti let, ale později opustil klasický trénink. V mládí vytvořil skupinu nazvanou Mystére IV. Ke konci 60. let začal experimentovat se smyčkami pásek, rádii a dalšími elektronickými zařízeními, až do roku 1968, kdy se stal členem skupiny Groupe de Recherches Musicales na pozvání Pierra Schaeffera, „otce“ konkrétní hudby, kde mu byly představeny syntetizátory.
V roce 1972 vydal svůj první sólový singl La Cage a nato první dvě alba; Deserted Palace (v produkci společností Sam Fox Productions/Dreyfus, 1973) a soundtrack k filmu Les Granges Brulees (Dreyfus, 1973). V roce 1976 podepsal nahrávací smlouvu se společností Polydor se svým prvním významnějším albem Oxygene. Oxygene je považován za nejdůležitější a nejvýznamnější album v historii elektronické hudby. Kontrast s jeho současníky - tvrdou a zvukově futuristickou skupinou Kraftwerk nebo s více kosmickým a temným Tangerine Dream, Oxygene měl bohatý, prostorový a silně melodický zvuk připomínající zvuky Wendy Carlosové na soundtracku k filmu Stanleye Kubricka Mechanický pomeranč, vydaný několik let předtím a měl velký celosvětový úspěch. Stopa Oxygene part IV. byla vydána jako singl a stala se jedním z nejznámějších kusů elektronické hudby vůbec.
V roce 1978 vydal druhé album Equinoxe. Rozvinul svůj zvuk používající více dynamických a rytmických elementů, zvláště častějšího použití sekvencování na basových linkách. Velká část toho byla dosažena použitím vybavení vyvinutého jeho spolupracovníkem Michelem Geissem. V roce 1979 následovalo vydání koncertu na Place de la Concorde v Paříži. Na koncert přišel jeden milion lidí, kteří se stali jeho prvním zápisem v Guinnessově knize rekordů pro největší návštěvu venkovního koncertu.
V říjnu 1981 se stal prvním západním populárním umělcem, kterému bylo uděleno povolení uspořádat koncerty v Číně. Během tohoto roku bylo pro velký zájem vydáno album Les Chants Magnétiques (Magnetic Fields) a následovalo vydání alba Les Concerts En Chine (The Concerts in China) v roce 1982, které je označeno jako jeho vůbec první živé album, zahrnující nahrávky z turné po Číně během roku 1981.
V roce 1983 vytvořil album Musique pour supermarché / Music for supermarkets, které se dočkalo jen jedné kopie. Album bylo vytvořeno k tomu, aby vyjádřil svůj odpor a pohrdání k hudebnímu průmyslu. Přestože zničil všechny master záznamy své studiové práce, dovolil rozhlasové stanici Radio Luxembourg album jednou odvysílat a prodal jej na dražbě za 10,000 liber pro francouzské umělce. Lidé nahráli album na pásky z vysílání v rádiu, a tak mohli album poslouchat ve velmi nízké kvalitě (rozhlasová stanice vysílala AM). Písně z tohoto alba byly později zastoupeny v budoucích albech.
V roce 1984 vydal album Zoolook, které znamenalo jeho první výpad do světa samplování, použitím mnoha různých slov a řeči, různých jazyků, vytvořením různých zvuků a efektů. Album také posunulo Laurie Anderson na dráhu slavné zpěvačky.
V roce 1986 NASA a město Houston jej požádali o uspořádání koncertu k oslavě 25. výročí vzniku NASA a 150. výročí založení města Houston. Během tohoto koncertu měl zahrát astronaut Ronald McNair na saxofon část písně Rendez Vous VI. přímo na oběžné dráze na palubě raketoplánu Challenger. Měla to být první hudební nahrávka pořízená ve vesmíru, pro album Rendez Vous. Po havárii Challengeru 28. ledna 1986, při které McNair zemřel, byla stopa nahrána jiným saxofonistou, přejmenována na Ron's piece a album bylo věnováno sedmi astronautům Challengeru. Koncert v Houstonu vstoupil do Guinnessovy knihy rekordů pro účast přes 1.5 milionu diváků. Koncert byl předveden s monstrózními projekcemi fotografických obrazů a laserových vzorů na budovy v centru města Houston, včetně obrovské bílé obrazovky na čelní straně budovy Texaco Heritage Plaza, která tehdy byla ve stadiu výstavby.
Později v roce 1986 uspořádal v rodném městě Lyonu jako součást oslav návštěvy papeže Jana Pavla II. koncert, který papež navštívil a požehnal (později nahrávky z koncertů uveřejnil v albu Cities In Concert - Houston/Lyon).
V roce 1988 bylo vydáno album Revolutions. Společně se svými hosty jako byl např. Hank Marvin, legendární kytarista ze skupiny The Shadows, předvedl toto album a vybrané hlavní náměty ze své diskografie v události nazvané Destination Docklands před 200000 lidmi (ne včetně tisíců diváků, kteří přihlíželi události zvenku) ve 2 koncertech 8. a 9. října 1988. Událost využila průmyslový horizont Londýnských královských doků na východním konci.

### Hudební kariéra po roce 1990

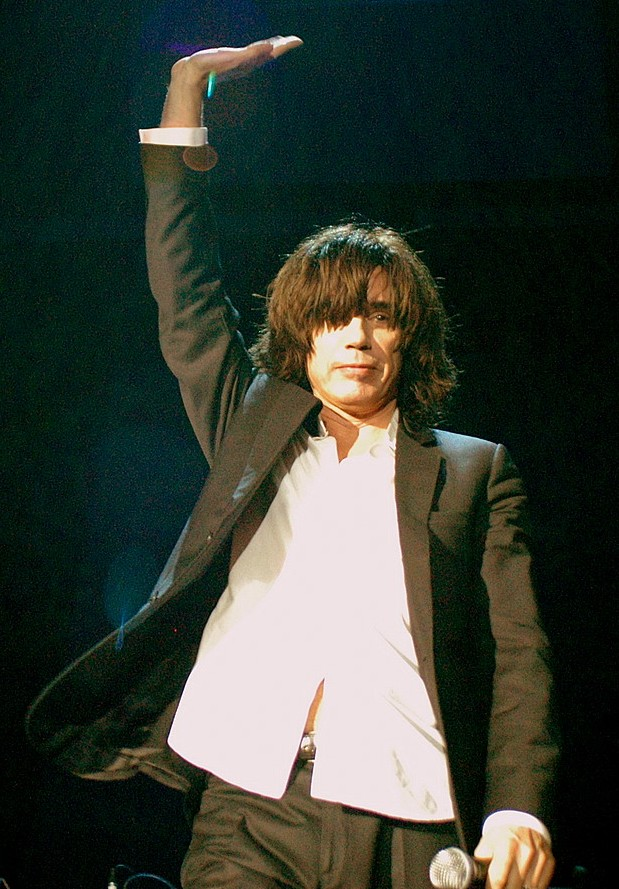
Jean-Michel Jarre během koncertu v italském Miláně (2008)

14. července 1990 znovu překonal vlastní rekord v Guinnessově knize rekordů koncertem v La Defense v Paříži, který navštívilo 2,5 milionu lidí a kterým rozsvítil pařížskou obchodní čtvrť. Album En Attendant Cousteau (Waiting for Cousteau) bylo vydáno tentýž rok a je věnováno francouzskému mořskému průzkumníkovi Jacques-Yves Cousteauovi.
V roce 1993 vydal svou první práci ovlivněnou techno hudební scénou, která se rozvíjela od roku 1989. Nazvané „Chronologie“, album bylo z technického hlediska revizí konceptu užitého v době alb Oxygene a Equinoxe, zatímco monstrózní předehra poskytne emoční pocit a zvukové zabarvení, pro zbytek přívrženců více rytmických kusů. V podnětné generaci elektronických hudebníků s jeho prací ze 70. a 80. let, na jeho změnu navázal žánr trance, který ho následoval v 90. letech.
Ale pro fanoušky, vzpomínající na důvtipnou tónovou kvalitu a fázované zvuky Jarreho rané práce, nebyl zklamáním rok 1997, kdy vyšlo album Oxygene 7-13. Toto album přivedlo zpět mimo jiné i VCS 3synthesizer a mellotron. Někdo může slyšet inspiraci z Oxygene (část IV) a Equinoxe (část II) ve stopě Oxygene 7, zatímco v mnoho z dalších techno založených stop na albu připomíná kombinaci jeho inspirací z obou období alb Oxygene a Chronologie.
6. září 1997 hrál v Moskvě na oslavě 850. výročí založení města. Moskevská státní univerzita byla použita jako horizont pro velkolepé projekce a ohňostroje, s 3,5milionovým publikem, což pro něj znamenalo čtvrtý záznam pro největší koncertní publikum vůbec.
V roce 1999 vytvořil velkolepou hudbu a světelnou show v egyptské poušti blízko Gizy. Přehlídka nazvaná The 12 Dreams of the Sun oslavila nové tisíciletí a 5000 let civilizace v Egyptě. To také nabídlo předpremiéru jeho nového alba - Metamorphoses.
V roce 2000 vydal album Metamorphoses jako své první plně hlasové album. Kompozice a jejich aranžmá na tomto techno založeném albu je extrémně nápadité. Začal integrovat zvukové efekty od Apple computers, včetně použití Apple-talk, programu společnosti Macintosh, který Jarremu dovolil mít počítačem vygenerovaný hlas, jenž namluvil cizí texty v písni Love, Love, Love. Laurie Anderson podruhé účinkovala v jeho diskografii v úvodní skladbě. Posluchač měl tak možnost slyšet hlas Natachi Atlas a housle Sharon Corr z irské populární skupiny The Corrs. Album Metamorphoses bylo v USA vydáno až o pár let později.
V roce 2001 uspořádal koncert v spolupráci s Arthurem C. Clarkem a Tecujou Komuroem na pláži Okinawa, k oslavě „skutečného“ začátku nového tisíciletí. Koncert byl nazván Rendez-vous in Space a skupina byla pojmenována The ViZitors. Později toho roku hrál Jarre v Akropoli v Řecku.
V roce 2002 Jarre uspořádal koncert AERO na větrné farmě v Grammel Vrū Enge, kousek od Aalborg v Dánsku, dost mokrému publiku v počtu přibližně 50,000 lidí.
V roce 2003 Jarre vydal album Geometry of Love.
10. října 2004 uspořádal dva za sebou jdoucí koncerty, první v Zakázeném městě, ihned následovaný menším koncertem na náměstí Tienanmen v Číně. V malebném umístění v Wumen Gate v Zakázeném městě uvedl koncert s moderními a tradičními čínskými orchestry, sborem, operními zpěváky, a několika hudebních hostů jako například Chen Lin a kytarista Patrick Rondat. Zatímco první část je historického významu (zakázané město navzdory svému jménu uvítalo na 15000 diváků, většinou VIP hostů), druhá polovina měla víc potlačované jevištní uspořádání s návštěvou 9000 čekajících Číňanů. Tento koncert byl vysílán v HDTV s 5.1 zvukem přenášený satelitem. 5.1 zvuk byl také použit na jevišti. DVD/CD z těchto koncertů, v Číně vydal v roce 2005 s THX zvukem a obrazem.
26. srpna 2005 uvedl dlouhý koncert Space of Freedom v polském Gdaňsku k oslavě 25. výročí Solidarity. Koncert navštívilo asi 120 000 lidi, Lech Wałęsa vystoupil na jevišti.
2. října 2006 vyšlo symfonické album, titulované The Symphonic Jean Michel Jarre s 20 stopami z předchozích alb na 2 CD, vydané společností Tadlow Music. Jarre oficiálně spolupracoval při přípravě projektu a speciálně pro tento projekt dopsal další slova slok tracku Gloria Boy. Také zde poprvé byla uvedena studiová verze skladby Acropolis.
26. března 2007 vyšlo v Česku album Téo&Téa na CD a DVD se zvukem dolby surround 5.1., na novém albu představil písně v rytmu a podobě současné taneční hudby.

## Osobní život
Byl ženatý s britskou herečkou a fotografkou Charlotte Rampling od 7. října 1978 až někdy do roku 1998. V roce 2002 se zamiloval do francouzské herečky Isabelle Adjaniové, ale ta později tento vztah ukončila. Dne 12. května 2005 se oženil s francouzskou herečkou Anne Parillaud.
Má tři děti: Emilie (z prvního manželství s Flore Guillard, se kterou se oženil 20. ledna 1975), Barnaby Southcombe a David (synové z předchozího manželství s Charlotte Rampling).

## Ocenění a uznání
- 1976 - Prix de l'Académie Charles Cros for „Oxygene“.
- 1976 - „Grand Prix du Disque“ for „Oxygene“.
- 1976 - „Personality of The Year“ by People magazine (USA).
- 1979 - Guinness Book of Records entry for the biggest concert ever (La Concorde).
- 1981 - Honorary member of the Beijing Conservatory of Music.
- 1985 - Instrumental music album of the year for „Zoolook“ in the USA.
- 1985 - Prix de l'Académie Charles Cros for „Zoolook“.
- 1985 - „Victories de la Musique“ in France.
- 1987 - „Victories de la Musique“ for „Rendez-vous Houston“.
- 1987 - New Guinness Book of Records entry for the biggest concert ever (Rendez-Vous Houston).
- 1987 - „European musician Person of the Year“ by People magazine.
- 1990 - New Guinness Book of Records entry for the biggest concert ever („Paris La Defense: A City in Concert“).
- 1993 - UNESCO Goodwill Ambassador.
- 1994 - „Victories de La Musique“ for the „Europe in Concert“ tour.
- 1994 - Awarded Chevalier de la Légion d'Honneur from the French Government.
- 1997 - New Guinness Book of Records entry for the biggest concert ever with 3.5 million watching at Moskva's 850th anniversary.
- 1998 - IFPI's Platinum Europe Award.
- 2005 - HCA Ambassador for the Hans Christian Andersen 2005 Bicentenary Festival.
- 2006 - Polish Television Academy's „Super Wiktor“ award for „Space of Freedom“.
- 2006 - Gdansk's Man Of The Year 2005 Award.

Do roku 2005 Jarre prodal na 72 milionů alb a singlů.
Asteroid 4422 Jarre byl po JMJ pojmenován jako výraz uznání. 

## Vybraná diskografie

### Singly
- La Cage/Erosmachine (1971, 7" single only)

### Studiová alba
- Deserted Palace (1972) - oficiálně vydána jen na LP
- Oxygene (1976 in France, 1977 worldwide)
- Equinoxe (1978)
- Magnetic Fields (Les Chants Magnétiques) (1981)
- Music For Supermarkets (1983)
- Zoolook (1984) - existuje ve dvou oficiálních verzích; verze z roku 1985 obsahuje neznatelně změněné remixy Zoolook a Zoolookologie. Obě skladby jsou v tracklistu vyměněny
- Rendez-Vous (1986)
- Revolutions (1988) - existují dvě verze alba; původní je se skladbou Revolutions ve verzi s flétnou, na dalších edicích byla zaměněna za verzi symphonickou
- Waiting for Cousteau (En Attendant Cousteau) (1990)
- Chronologie (1993)
- Oxygene 7-13 (1997)
- Metamorphoses (2000)
- Sessions 2000 (2002)
- Geometry of Love (2003)
- Téo&Téa (2007)
- Essentials & Rarities (2011)
- Electronica 1 - The Time Machine (2015)
- Electronica 2 - The Heart Of Noise (2016)
- Oxygene 3 (2016)
- Equinoxe Infinity (2018)
- Amazônia (2021)
- Oxymore (2022)

### Limitované edice studiových alb
- Musique Pour Supermarché (Music for Supermarkets) (1983, jen jedna kopie)
- Interior Music (2001, limitovaná edice pro Bang & Olufsen, 1000 kopií)

### Záznamy koncertů
- The Concerts in China (Les Concerts En Chine) (1982)
- In Concert Houston-Lyon (1987) - verze existuje i v edici Cities In Concert Houston-Lyon z roku 1997 (Sony) a v limitní edici všech alb k desátému výročí Oxygene z toku 1987. Na této druhé edici jsou uvedeny převážně jiné verze live tracků a jsou přidány dva nové tracky, původně neuvedené na In Concert Houston-Lyon]
- Jarre Live (1989, 1997 renamed Destination Docklands)
- Hong Kong (1994) - vydáno v edici 300 000 kusů jako dvojalbum; jinak ve verzi 1CD
- Live From Gdańsk - (Koncert w Stoczni) (2005, vydáno pouze ve střední Evropě; CD bylo později přidáno do tzv. "Collectors Edition DVD Live From Gdańsk)
- Live Printemps de Bourges 2002 (2006, vydáno pouze na iTunes; část skladeb vydána na limitním výběrovém cd „Sublime Mix“ zdarma dávaném zákazníkům automobilky Jaguar )

### Originální filmové soundtracky
- Les Granges Brûlées (1973)
- Palawan: Le dernier refuge (1991, dokumentární film)
- Qui Veut Devenir Une Star (2001)

### Filmové soundtracky oficiálně akreditované JMJ
- Gallipoli (1981, použita stopa z Oxygene)
- 9 1/2 Weeks (1986, použita stopa z Les Concerts en Chine)
- Strajk: die Heldin von Danzig (2006, použita stopa z Space of Freedom koncertu a Geometry of Love)

### Remixy
- Jarremix (1995) - vydána ve dvou verzích s 10 a 11 tracky
- Odyssey Through O2 (1998)
- The Symphonic Jean Michel Jarre (2006) - symphonické verze nahrané společností Tadlow Music za účasti Pražského filharmonického orchestru. Dvojalbum, vydáno i v limitované edici 2CD + DVD

### Kompilace
- Musik aus Zeit und Raum (1983)
- The Essential Jean Michel Jarre (1983)
- Synthesis (1983, vydáno jen v Itálii)
- The Essential 1976-1986 (1985)
- The Laser Years (Les Années Laser) (1989, 9 CD)
- Images – The Best of Jean Michel Jarre (1991)
- L'Intégrale (1992, 10 CD)
- The Complete Oxygene (1998, 2 CD)
- The Essential (2004)
- AERO (2004, CD + DVD, hudební album se zvukem 5.1)
- Sublime Mix (2007, CD, pro zákazníky Jaguar)

### Videonahrávky
- Place de la Concorde (1980, VHS PAL-G)
- The China Concerts (1989, VHS PAL-G)
- Rendez-vous Houston: A City in Concert (1989, VHS PAL-G)
- Rendez-vous Lyon (1989, VHS PAL-G)
- Destination Docklands (1989, VHS PAL-G)
- Images: The Best of Jean Michel Jarre (1991, VHS NTSC)
- Paris La Defense (1992, VHS SECAM)
- Europe in Concert (1994, VHS NTSC)
- Concert Pour La Tolerance (1995, Laserdisc SECAM, také byla vydána neoficiální DVD NTSC verze)
- Oxygen in Moscow (1997, DVD NTSC/VHS PAL-G, vydáno jen v USA a Brazílii)
- Paris Live: Rendez-vous 98 Electronic Night (1998, VHS NTSC, vydáno jen v Japonsku)
- Live in Beijing (2004, DVD PAL, vydáno jen ve Francii)
- Jarre in China (2005, DVD PAL)
- Jean-Michel Jarre: Solidarnosc Live (2005, DVD NTSC)

### Pozice v hitparádách
- Oxygene - #2 UK #78 US
- Equinoxe - #11 UK #126 US
- Les Chants Magnetiques - #6 UK #98 US
- Les Concerts En Chine - #6 UK
- Rendez-Vous - #9 UK #52 US
- Revolutions - #3 UK

Pozice v hitparádách převzaty z 

## Koncerty

### Vlastní koncerty
- 1979 - Place de la Concorde (Paříž, Francie).
- 1981 - The Concerts in China (Peking/Šanghaj, Čína).
- 1986 - Rendez-vous Houston (Houston, USA).
- 1986 - Rendez-vous Lyon (Lyon, Francie).
- 1988 - Destination Docklands (Londýn, Spojené království).
- 1990 - Paris la Defense (Paříž, Francie).
- 1992 - Swatch the World (Zermatt, Švýcarsko).
- 1992 - Legends of the Lost City (Jihoafrická republika).
- 1993 - Europe in Concert (více míst v Evropě).
- 1994 - Hong Kong (Hongkong).
- 1995 - Concert Pour la Tolerance (Paříž, Francie).
- 1997 - The Oxygene Tour (více míst v Evropě).
- 1997 - Oxygen in Moscow (Moskva, Rusko).
- 1998 - Nuit Électronique (Paříž, Francie).
- 1998 - Jarre@apple Expo.
- 1999 - The Twelve Dreams of the Sun (Gíza, Egypt).
- 2000 - Metamorphoses Showcase.
- 2001 - Rendez-vous in Space (Okinawa, Japonsko).
- 2001 - Hymn to the Akropolis (Atény, Řecko).
- 2002 - Le Printemps de Bourges (Bourges, Francie).
- 2002 - Aero – Tribute to the Wind (Aalborg, Dánsko).
- 2004 - Live at Beijing (Peking, Čína).
- 2005 - Salle Des Étoiles (Monte Carlo, Monako).
- 2005 - Space of Freedom (Gdaňsk, Polsko).
- 2011 - Live in Monaco (Monako, Monako).

### Jiná představení
- 1971 - AOR (Paříž, Francie)
- 1989 - Destination Trocadero (Paříž, Francie)
- 1994 - Jarre Unplugged (Paříž, Francie)
- 1995 - Festa Italiana (Turín, Itálie)
- 1995 - UNESCO 50th Anniversary (Paříž, Francie)
- 1997 - Wetten, dass.? (Vídeň, Rakousko)
- 1998 - Fifa World Player 97 (Disneyland Paříž, Francie)
- 1998 - France Festival (Tokio, Japonsko)
- 1998 - FNAC Paris (Paříž, Francie)
- 2005 - Once upon a time (Kodaň, Dánsko).
- 2005 - LinX (Lint, Belgie)

## Zajímavosti
- Oxygene byl použit v soundtracku k filmu Gallipoli, hrál Mel Gibson.
- Ústřední melodie videohry Captain Blood obsahuje stopu Ethnicolor.
- Stopa Oxygene IV je použita ve videohře Grand Theft Auto IV (v radio stanici The Journey)